# Distrito histórico de Langdale
El Distrito histórico de Langdale es un distrito histórico ubicado en partes de Valley, Alabama, y el Condado de Harris, Georgia, Estados Unidos. Fue incluido en el Registro de Monumentos y Patrimonio de Alabama el 22 de julio de 1991 y en el Registro Nacional de Lugares Históricos (NRHP) el 12 de noviembre de 1999. Se encuentra principalmente en Valley, en el lado oeste del río Chattahoochee.